# Aroterosia montana
Aroterosia montana is een vlinder uit de familie van de spinneruilen (Erebidae). De wetenschappelijke naam van deze soort werd voor het eerst voorgesteld als Eilema montana door Per Olof Christopher Aurivillius in een publicatie uit 1910.
Deze soort komt voor in Tanzania.